# María Luisa Brahm
María Luisa Brahm Barril (Puerto Montt, 30 de septiembre de 1958) es una abogada chilena. Fue ministra del Tribunal Constitucional de Chile desde el 2013, siendo presidenta de dicho Tribunal entre el 28 de agosto de 2019 y 28 de agosto de 2021.

## Familia
Nacida del matrimonio conformado por Jorge Brahm Yuraszeck, alcalde de Puerto Montt e intendente de Llanquihue, de ancestros alemanes, y Luisa Barril Villalobos, tiene otros siete hermanos, entre los que se cuenta Joaquín, político y expresidente de la Empresa de los Ferrocarriles del Estado, y Jaime, exintendente de la Región de Los Lagos.

## Carrera profesional
Se tituló de abogada de la Pontificia Universidad Católica de Chile. Entre 1983 y 1990 durante la dictadura militar trabajó en la Oficina de Planificación Nacional, donde llegó a ser jefa del departamento de planificación, ocupando anteriormente diversos cargos en la fiscalía de la misma oficina. Entre 1990 y 2010, trabajó en el Instituto Libertad, centro de pensamiento vinculado al partido de derecha Renovación Nacional, donde ejerció primero como directora del programa de asesoría legislativa y luego como su directora ejecutiva. 
En 2003, fue convocada como integrante de la Comisión Asesora Presidencial para el fortalecimiento de los principios de probidad y transparencia pública, mientras que al año siguiente fue nombrada integrante del Consejo de Alta Dirección Pública y del Consejo Nacional de Televisión, cargos que mantuvo hasta el año 2010.
Con la asunción del primer gobierno de Sebastián Piñera, Brahm fue nombrada jefa de asesores del Gabinete Presidencial, e integrante del Consejo de Auditoría Interna General de Gobierno. Entre 2012 y 2013, además, fue miembro del Consejo Directivo del Sistema de Empresas Públicas.

## Tribunal Constitucional

### Nombramiento como ministra
El 15 de marzo de 2013, fue designada por el presidente Sebastián Piñera como ministra del Tribunal Constitucional, en reemplazo de José Antonio Viera Gallo. Su período cesa en marzo de 2022. 

### Elección como Presidenta del Tribunal Constitucional
El 28 de agosto de 2019 asumió como presidenta del Tribunal Constitucional, reemplazando al ministro Iván Aróstica. Por su nombramiento votaron - además de la propia Ministra Brahm - los Ministros señores Gonzalo García, Cristián Letelier, Nelson Pozo, Miguel Ángel Fernández y la ministra María Pía Silva Gallinato. Por el nombramiento como Presidente del Ministro Juan José Romero Guzmán  votaron - además del Ministro Romero - los Ministros Iván Aróstica y José Ignacio Vásquez.
Para su elección como Presidenta —de acuerdo a lo que indicaron los Ministros que votaron para su nombramiento— se tuvo en consideración que:

Es necesaria una conducción que nos permita profundizar y perfeccionar el camino que ha venido siguiendo este Tribunal en su funcionamiento interno, que avance siempre en mejorar estándares y condiciones que nos lleven a ejercer mejor nuestra tarea, pero, sobre todo, que facilite a las personas venir, hacerse escuchar y obtener una decisión que, aunque no siempre las favorezca, lleve paz al conflicto que las agobia.
Una conducción que refuerce la importancia y justificación de este Tribunal en Chile y que nos vincule más cotidianamente con otros poderes y autoridades, dejando -en todo caso- a salvo la independencia con que debemos actuar. Una conducción que abra espacios de deliberación colectiva, sin desconocer o invadir las prerrogativas del Presidente. Una conducción, en fin, que, más allá y antes de nosotros mismos, detenga su preocupación (...) en nuestros funcionarios y equipos de trabajo.
(Ministro Miguel Ángel Fernández González, fundamentación de su voto para el nombramiento de María Luisa Brahm como Presidenta del Tribunal Constitucional)

Dentro de las medidas que la misma Ministra Brahm y los Ministros que la apoyaron destacaban, se encontraba el aumento de la revisión de causas por pleno, la eliminación del papeleo y mejorar las relaciones internas en el Tribunal.

## Controversias

### Participación en reunión política con el presidente Sebastián Piñera
En agosto de 2014, el diario El Mercurio informó que María Luisa Brahm participó en una reunión con el entonces exPresidente de la República Sebastián Piñera, junto a otros excolaboradores del movimiento "Avanza Chile". En dicha reunión se habrían abordado distintos temas de política contingente y estrategia electoral. Desde diversos sectores académicos se consideró que la participación activa de la ministra Brahm en una actividad de carácter político afectaba su imparcialidad como jueza constitucional.

### Denuncias de maltrato laboral y demandas laborales
El 31 de diciembre de 2015 Paola Molina, exrelatora del Tribunal Constitucional, demandó al Tribunal Constitucional por vulneración de derechos fundamentales; en particular, respecto a denuncias de maltrato y acoso laboral realizadas por distintos ministros del Tribunal Constitucional, entre los que se encontraba la ministra María Luisa Brahm. En enero de 2017, por instrucción del mismo Tribunal, el Consejo de Defensa del Estado llegó a un acuerdo con la ex relatora, acordando el pago de la suma de $14 millones de pesos.
Posteriormente, en marzo de 2019, Pilar Arellano, también ex relatora del Tribunal Constitucional, denuncia una serie de prácticas de maltrato y acoso laboral donde nuevamente habría sido parte la ministra Brahm. En particular, situaciones de gritos, acoso respecto a las funciones asignadas como relatora, actitudes como dar "portazos" y retirarse intempestivamente de conversaciones y reuniones, entre otros. En esta causa el Consejo de Defensa del Estado anunció, con fecha 17 de marzo de 2021, que buscaría llegar a un acuerdo con la demandante, el cual fue propuesto por el mismo Tribunal en la suma de $80 millones de pesos.

### Acusación de corrupción contra expresidente del Tribunal Constitucional
El 18 de abril de 2020 en una entrevista para el diario La Tercera, Brahm expuso que antes de asumir la presidencia del Tribunal Constitucional había causas detenidas en él por mucho tiempo, lo que, en palabras de Brahm, estuvo al límite de la corrupción, todo durante la presidencia de su predecesor. Tales declaraciones llevaron a la diputada Carmen Hertz a denunciar ante el Ministerio Público a los integrantes del Tribunal por presuntos delitos de prevaricación y cohecho.

### Apertura de investigación sumaria por denuncias de funcionarios del Tribunal Constitucional
El 15 de marzo de 2021 se anunció oficialmente la apertura de una investigación sumaria contra la Presidenta María Luisa Brahm por diversas acusaciones de funcionarios del Tribunal por maltrato laboral. Entre ellas, se encuentran las denuncias realizadas por la Asociación de Funcionarios del Tribunal Constitucional, de jefaturas del mismo Tribunal - como su Secretaria Abogada y jefes de unidades -, así como del chofer de su vehículo institucional. Las acusaciones de maltrato laboral incluyen gritos, groserías, conductas violentas y prácticas de acoso laboral contra diversos funcionarios de la institución, llegando muchos de ellos a renunciar al Tribunal por dichas conductas. La investigación sumaria se encuentra actualmente en curso, y es sustanciada por el ministro del Tribunal Constitucional Rodrigo Pica Flores.
En la investigación sumaria llevada a caso en su contra la Presidenta del Tribunal se expone a sanciones como la suspensión de sus funciones hasta por dos meses, e incluso la remoción de su cargo.
El 21 de abril de 2021, se volvió a registrar un sumario administrativo contra la entonces presidenta, por supuestos eventos de acoso laboral. Se trata del cuarto proceso en su contra que tendrá que enfrentar la abogada.
El viernes 18 de junio de 2021, la Primera Sala del Tribunal Constitucional resolvió sancionar a Brahm a raíz de las denuncias de los funcionarios de este mismo, descritas anteriormente. En el fallo destaca que estas "dan cuenta de un patrón de comportamiento reiterado de desprecio y denostación, tanto laboral como personal". A estas cuatro denuncias se suma "efectuar una denuncia sin fundamento y de la cual se constatare su falsedad o el ánimo deliberado de perjudicar al denunciado", aludiendo al ex director de Administración y Finanzas Julio Ortiz.
El 23 de julio de 2024, la Corte Suprema confirmó en forma definitiva el rechazo al recurso de protección ingresado por la abogada ante la Corte de Apelaciones de Santiago en noviembre de 2023, que buscaba anular las cinco sanciones que se dictaron en su contra por los casos de malos tratos y la "denuncia sin fundamento" realizada por esta.

### Investigación por el acceso ilegal a oficinas de Ministros del Tribunal Constitucional
En abril de 2021, la Secretaria Abogada del Tribunal Constitucional, María Angélica Barriga, anunció ante el Pleno del Tribunal Constitucional la existencia de una denuncia formulada por el administrador del edificio del Tribunal. En dicha denuncia, el funcionario informa que con fecha 14 de febrero de 2020 la Jefa de Gabinete de la Presidenta del Tribunal Constitucional, Claudia Vélez Fajardo, le había ordenado que el día siguiente - sábado 15 de febrero -  mantuviera abiertas todas las puertas de las oficinas de los Ministros del Tribunal Constitucional para una revisión por parte de efectivos de la Policía de Investigaciones de Chile. Asimismo, le indicó que por orden de la Presidenta María Luisa Brahm no debía quedar registro alguno de esta actividad, y que en caso de conocerse sería despedido de inmediato. Esta situación no había sido informada previamente a los Ministros, sino que solo posteriormente - el día 3 de marzo de 2020, sin indicarse que habían entrado a sus oficinas ni tampoco que se trataba de funcionarios de la Policía de Investigaciones, sino que solo se indicó que "expertos en seguridad" habían inspeccionado "dependencias del Tribunal".
El administrador del Tribunal, luego de las denuncias formuladas por otros funcionarios hacia la Presidenta María Luisa Brahm, decide dar a conocer este hecho a la Secretaria Abogada, la cual puso los antecedentes a disposición del Ministerio Público al poder revestir los hechos caracteres de delito. Asimismo, se inició un nuevo sumario contra la Presidenta Brahm y su Jefa de Gabinete a fin de indagar su responsabilidad en tales hechos.